# 스텝 업 (영화)
《스텝 업》(영어: Step Up)은 스텝 업 시리즈의 첫 번째 작품이다. 앤 플레처가 연출하고, 채닝 테이텀과 제나 더완이 주연을 맡았다.
속편 《스텝업 2: 더 스트리트》(2008)로 이어진다.

## 줄거리
메릴랜드주 볼티모어. 주인공 타일러는 춤에는 소질이 있지만 빈민가에서 꿈 없이 친구들과 살아가는 불량청소년이다. 어느 날 친구 맥과 스키니와 한 예술학교 강당에 들어가서 기물들을 부수고 놀았는데 홀로 경비원에게 붙잡히고, 예술학교에서 사회봉사를 명령받는다. 해당 예술학교에서는 무용, 음악, 미술 등 다양한 예체능과 학생들이 연습을 하고 있었다. 주인공 타일러는 자신과는 다른 세계에 사는 이들을 보며 불만 가득하게 청소나 하던 타일러는 곤란한 처지의 무용과 학생 노라와 눈이 맞는다.
노라는 졸업 과제로 출품할 댄스를 준비하고 있었는데 상대역 남학생이 다리를 다쳐 공연을 할 수 없게 되었던 상황이었다. 급하게 오디션을 보지만 맞는 인물이 나오지 않던 차에 스트리트 댄스에 일가견이 있던 타일러가 지원하고 나선다. 타일러는 노라의 상대역을 잘 해냈고, 둘은 같이 연습을 하게 된다. 간혹 서로 다투기도 했지만 서로서로 잘 해냈고, 처음에는 단순 흥미로 참여한 타일러는 점차 열정을 느끼며 아예 예술학교로 전학을 오려고 한다. 두 사람은 곧 사귀는 사이가 된다.
하지만 타일러의 친구 맥이 예술학교 일에 열중하는 타일러를 좋지 않게 보고, 그 무렵 다친 원래 상대역 남학생이 회복 후 복귀함으로써 타일러는 미묘한 상황에 처하게 되고 결국 공연 연습에서 빠진다. 노라와 타일러 사이도 서먹해진다. 한편 맥의 동생 스키니가 차를 절도했다가 총에 맞아 죽는 사고가 일어나고, 현재의 상황을 개선하고자 했던 타일러는 다시 노라를 만나기로 한다.
마침 노라는 회복한 상대역 남학생이 타일러에게 맞춰져 있던 춤을 버티지 못해 빠진 상태여서 공연을 목전에 두고 다시 곤란해진 상태여서, 타일러는 공연 당일 사정하여 노라와 함께 졸업 과제 공연에 나간다. 공연은 열렬한 호응과 최고의 평가를 얻었고, 이에 따라 타일러는 예술학교에 입학할 자격을 얻게 된다.

## 출연
- 채닝 테이텀 - 타일러 게이지 역
- 제나 더완 - 노라 클라크 역
- 마리오 - 마일스 다비 역
- 드루 시도라 - 루실 "루시" 아빌라 역
- 더메인 래드클리프 - 마커스 "맥" 카터 역
- 더숀 워싱턴 - 스키니 카터 역
- 앨리슨 스토너 - 커밀 역
- 레이철 그리피스 - 고든 교장 역
- 조시 헨더슨 - 브렛 돌런 역
- 헤비 D - 오마 역
- 디어드러 러브조이 - 캐서린 클라크 역
- 팀 라커테이나 - 앤드루 역

## 시청 등급
- 미국: PG-13
- 대한민국: 12세 이상 관람가

## 사운드트랙
| 곡 순서 | 곡 제목                           | 음악가                                   |
| ------- | --------------------------------- | ---------------------------------------- |
| 1.      | 'Bout It                          | 영 족 feat. 3LW                          |
| 2.      | Get Up                            | 시에라 feat. 커밀리어네어                |
| 3.      | (When You Gonna) Give It Up to Me | 숀 폴 feat. 키샤 콜                      |
| 4.      | Show Me The Money                 | 피티 파블로                              |
| 5.      | 80's Joint                        | 컬리스                                   |
| 6.      | Step Up                           | 서맨사 제이드                            |
| 7.      | Say Goodbye                       | 크리스 브라운                            |
| 8.      | Dear Life                         | 앤서니 해밀턴                            |
| 9.      | For The Love                      | 드루 시도라 feat. 마리오                 |
| 10.     | Ain't Cha                         | 클립스 feat. 리업 갱, 로스코 P. 콜드체인 |
| 11.     | I'mma Shine                       | 영블러즈                                 |
| 12.     | Feel'in Myself                    | 돌라                                     |
| 13.     | 'Til The Dawn                     | 드루 시도라                              |
| 14.     | Lovely                            | 디프 사이드                              |
| 15.     | U Must Be                         | 지나 러네이                              |
| 16.     | Made                              | 제이미 스콧                              |